# 優しい泡
「優しい泡」は、三品瑠香の配信限定シングル。2022年3月20日にiDOL Streetから発売された。

## 概要
2022年3月19日に開催された『三品瑠香生誕LIVE 〜21だね!ひゅうひゅう!〜』で初披露され、その場で本作の配信リリースが告知された。なお、『三品瑠香生誕LIVE 〜21だね!ひゅうひゅう!〜』はスペシャルバンドを編成してのライブで、初披露もバンド編成にアレンジしたものであり、配信リリースされたものとはアレンジが異なっていた。
三品が普段から愛飲している「メロンクリームソーダ」からインスパイアされた楽曲で、三品は本作について「溶け合って微睡んでいたいね　なんてねって曲」と述べている。
作曲・編曲を担当したTETTAは「『優しい泡』の制作に携わらせて頂きました！心地良く聞ける曲になっているので是非聴いてみてください！」と述べている。

## 収録曲
1. 優しい泡 [2:46]
作詞：三品瑠香、作曲：三品瑠香・TETTA、編曲：TETTA

## 音楽配信
本作ではハイレゾ音源は配信されないが、Amazon Music Unlimited、Apple Music、mora qualitasはCD-DAスペックの音質で配信している。

## イベント
CDもミュージックカードも販売しないため、イベントはない。